# Nguyễn Văn Hưng (Thiếu tướng 2012)
Nguyễn Văn Hưng (sinh 1958) là một chính khách và tướng lĩnh Quân đội nhân dân Việt Nam. Ông từng giữ chức vụ Chính ủy Bộ Tư lệnh thành phố Hồ Chí Minh, hàm Thiếu tướng. Ông cũng là đại biểu Quốc hội Việt Nam khóa XIII, thuộc đoàn đại biểu Thành phố Hồ Chí Minh.

## Thân thế và sự nghiệp
Ông sinh ngày 19 tháng 8 năm 1958 tại  Xã Phước Vĩnh An, huyện Củ Chi, TP Hồ Chí Minh
- Từ tháng 11 năm 1976 đến tháng 3 năm 1977: Ông là chiến sĩ huấn luyện thuộc Đại đội 4, Trung đoàn Gia Định;
- Từ tháng 4 năm 1977 đến tháng 5 năm 1977: Ông là  chiến sĩ Đại đội 2 thuộc Ban Chỉ huy Quân sự huyện Hóc Môn;
- Từ tháng 5 năm 1977 đến tháng 8 năm 1983: Ông là nhân viên Ban Chính trị thuộc Ban Chỉ huy Quân sự huyện Hóc Môn. Tháng 5 năm 1980 Ông được cử đi học Trường Sĩ quan Chính trị - Quân sự. Ông được kết nạp vào Đảng Cộng sản Việt Nam tháng 12 năm 1978;
- Từ tháng 9 năm 1983 đến tháng 6 năm 1986: Ông được phong quân hàm Trung úy, bổ nhiệm giữ chức vụ Phó Đại đội trưởng Chính trị Đại đội 1, Trợ lý Cán bộ thuộc Ban Chính trị, Trung đoàn Gia Định;
- Từ tháng 7 năm 1986 đến tháng 12 năm 1987: Ông là Thượng úy, Trợ lý Cán bộ thuộc Ban Chính trị, Trung đoàn 742, Mặt trận 779;
- Từ tháng 01 năm 1988 đến tháng 12 năm 2000: Ông công tác tại Ban Chỉ huy Quân sự huyện Hóc Môn, giữ các chức vụ: Đại úy,Trợ lý Chính trị; Thiếu tá, Trung tá, Phó Chỉ huy trưởng về Chính trị. Trong thời gian này Ông được cử đi học tại Học viện Chính trị - Quânsự (9/1995 - 8/1996 và 12/1999 - 12/2000);
- Từ tháng 12 năm 2000 đến tháng 9 năm 2001: Ông là Thượng tá, Phó Chủ nhiệm Chính trị Sư đoàn 317 - Quân khu 7;
- Từ tháng 10 năm 2001 đến tháng 5 năm 2010: Ông là Thượng tá, Phó Trưởng phòng, Quyền Trưởng phòng; Đại tá, Trưởng phòng Cán bộ, Quân khu 7
Năm 2010, bổ nhiệm giữ chức Chính ủy Bộ Tư lệnh thành phố Hồ Chí Minh
Tháng 12 năm 2016, ông được bổ nhiệm làm Phó Chủ nhiệm Chính trị Quân khu 7
Thiếu tướng (2012)